# District de Baita
Le district de Baita (白塔区 ; pinyin : Báitǎ Qū) est une subdivision administrative de la province du Liaoning en Chine. Il est placé sous la juridiction de la ville-préfecture de Liaoyang dont il forme le centre.